# Placówka wywiadowcza KOP nr 4
Placówka wywiadowcza KOP nr 4 – organ wykonawczy wywiadu Korpusu Ochrony Pogranicza.

## Formowanie i zmiany organizacyjne
Placówka utworzona została w lipcu 1929 w Wilejce. Wchodziła w skład pułku KOP „Wilejka”. Pod względem pracy wywiadowczej podlegała szefowi ekspozytury Oddziału II nr 1 „Wilno”, pod względem pracy kontrwywiadowczej szefowi samodzielnego referatu informacyjnego DOK III Grodno, a pod względem wyszkolenia wojskowego dowódcy pułku KOP „Wilejka”. Działała na terenie odpowiedzialności 1. i 10 batalionu granicznego. Zgodnie z etatem placówka liczyła 3 oficerów, 3 podoficerów i 4 szeregowych. Pod względem administracyjno-gospodarczym placówkę przydzielono do 1 batalionu KOP.
W listopadzie 1931 etat placówki zwiększono o etat kapitana − zastępcy dowódcy placówki.
W terminie do 30 września 1936 zlikwidowano placówkę wywiadowczą KOP „Iwieniec” oraz zmieniono m.p. placówki nr 4 z Wilejki na Mołodeczno. Teren likwidowanej placówki nr 11 przejęły sąsiednie placówki. Placówka nr 4 „Wilejka” przejęła z powiatu mołodeckiego gminy Raków i Gródek oraz cały powiat wołożyński. Placówka nr 5 „Stołpce” przejęła gminy Rubieżewice, Naliborki i Derewna powiatu stołpeckiego. Nowe rozgraniczenie pomiędzy placówkami 4 i 5 stanowiła granica powiatów Wołożyn i Stołpce. Placówka nr 3 „Głębokie” przejęła od placówki nr 4 gminę Dokszyce i Parafianów powiatu dziśnieńskiego oraz gminy Słoboda, Miadzioł i Kobylnik powiatu postawskiego. Rozgraniczenie pomiędzy placówkami nr 3 „Głebokie” i nr 4 „Wilejka” stanowiła północna granica powiatu Wilejka .
W 1937 jednostką administracyjną dla placówki nr 4 był pułk KOP „Wilejka”, ale zaopatrywał ją batalion KOP „Budsław”.
W 1939 placówka wywiadowcza KOP nr 4 „Mołodeczno” podlegała nadal szefowi ekspozytury Oddziału II nr 1 „Wilno” i stacjonowała w Wilejce.

## Obsada personalna placówki
Kierownicy placówki
- p.o. por. Franciszek Nowak[c] (1929 – )
- kpt. Konstanty Worno (14 VIII 1932[15] − )
- p.o. por. Eugeniusz Jan Smoliński[d] (8 VIII 1935 – )

Obsada placówki w lipcu 1929'
- kierownik placówki − vacat
- oficer ofensywny − por. Jerzy Fryzendorf
- oficer przemytniczy − por. Franciszek Nowak  (p.o. kierownika)

Obsada personalna w marcu 1939
- kierownik placówki – kpt. piech. Ludwik Rusiecki[f][19]
- oficer placówki – kpt. piech. Jan Pacak[g]
- oficer placówki – kpt. adm. (piech.) Jerzy Marian Leon Loga[h]